# 8284 Cranach
8284 Cranach este un asteroid din centura principală de asteroizi.

## Descriere
8284 Cranach este un asteroid din centura principală de asteroizi. A fost descoperit pe 8 octombrie 1991 la Tautenburg de Freimut Börngen. El prezintă o orbită caracterizată de o semiaxă mare de 3,11 ua, o excentricitate de 0,14 și o înclinație de 11,6° în raport cu ecliptica.